# Max Fischer (Manager)
Max Fischer (* 9. September 1857 in Coburg; † 19. Juli 1930 in Jena) war ein deutscher Physiker und Industriemanager.
Fischer war Sohn von Christoph Heinrich Fischer (1824–1878) und dessen Frau Caroline, geborene Lindner (1825–1904). Er wurde nach seiner Gymnasialzeit und einer Ausbildung in einer mechanischen Weberei 1877 zum Buchhalter in Haida, Böhmen. In dieser Tätigkeit war er in den folgenden Jahren in ganz Europa tätig, in Basel, Newcastle upon Tyne, London und schließlich 1888 Paris als Korrespondent der Farbwerke Hoechst. 1890 erfolgte seine Anstellung bei Carl Zeiss, wo er zwischen 1895 und 1925 Mitglied der Geschäftsleitung war. Sein kaufmännisches Geschick war entscheidend für die Vergrößerung der Firma um ein zehnfaches.
Fischer zählte zu den Vertrauten von Ernst Abbe und war nach dem Tod von Siegfried Czapski von 1907 bis 1926 Bevollmächtigter der Carl-Zeiss-Stiftung. Am 1. Februar 1915 wurde er zum Ehrenbürger von Jena ernannt. Zwischen 1945 und 1962 trug die heutige Julius-Schaxel-Straße in Wenigenjena seinen Namen.
Er heiratete im Jahr 1888 Ida Westhäuser (1869–1910). Das Paar hatte einen Sohn und drei Töchter.